# Stanisław Kalabiński (historyk)
Stanisław Kalabiński (ur. 20 sierpnia 1923, zm. 18 października 1980) – polski historyk, badacz dziejów ruchu robotniczego. 

## Życiorys
Uczeń I Państwowego Gimnazjum i Liceum im. Stefana Batorego w Warszawie. Słuchacz historii na tajnym UW 1943–1944. Uczestnik powstania warszawskiego, po powstaniu wywieziony do Niemiec. Studia historyczne na UW w latach 1945–1948. W okresie 1946–1947 pracownik Komisji Badania Zbrodni Niemieckich w Polsce, 1947–1948 pracownik Muzeum Wojska Polskiego. Asystent w Centralnej Szkole Partyjnej przy KC PPR od 1948. Aspirant na Wydziale Historycznym Uniwersytetu Leningradzkiego im. A. Żdanowa 1949–1953, tamże kandydat nauk historycznych 1953. Zatrudniony w Instytucie Historii PAN w latach 1953–1980 (kierownik Zakładu Dziejów Społecznych Polski XIX i XX w. od 1954). Docent 1954, profesor nadzwyczajny 1963. W latach 1958–1959 był członkiem redakcji kwartalnika Z Pola Walki. Członek komitetu redakcyjnego i autor haseł w Słowniku biograficznym działaczy polskiego ruchu robotniczego. Autor haseł w Polskim Słowniku Biograficznym. Pochowany na cmentarzu wojskowym na Powązkach w Warszawie (kwatera B39-1-4/5).

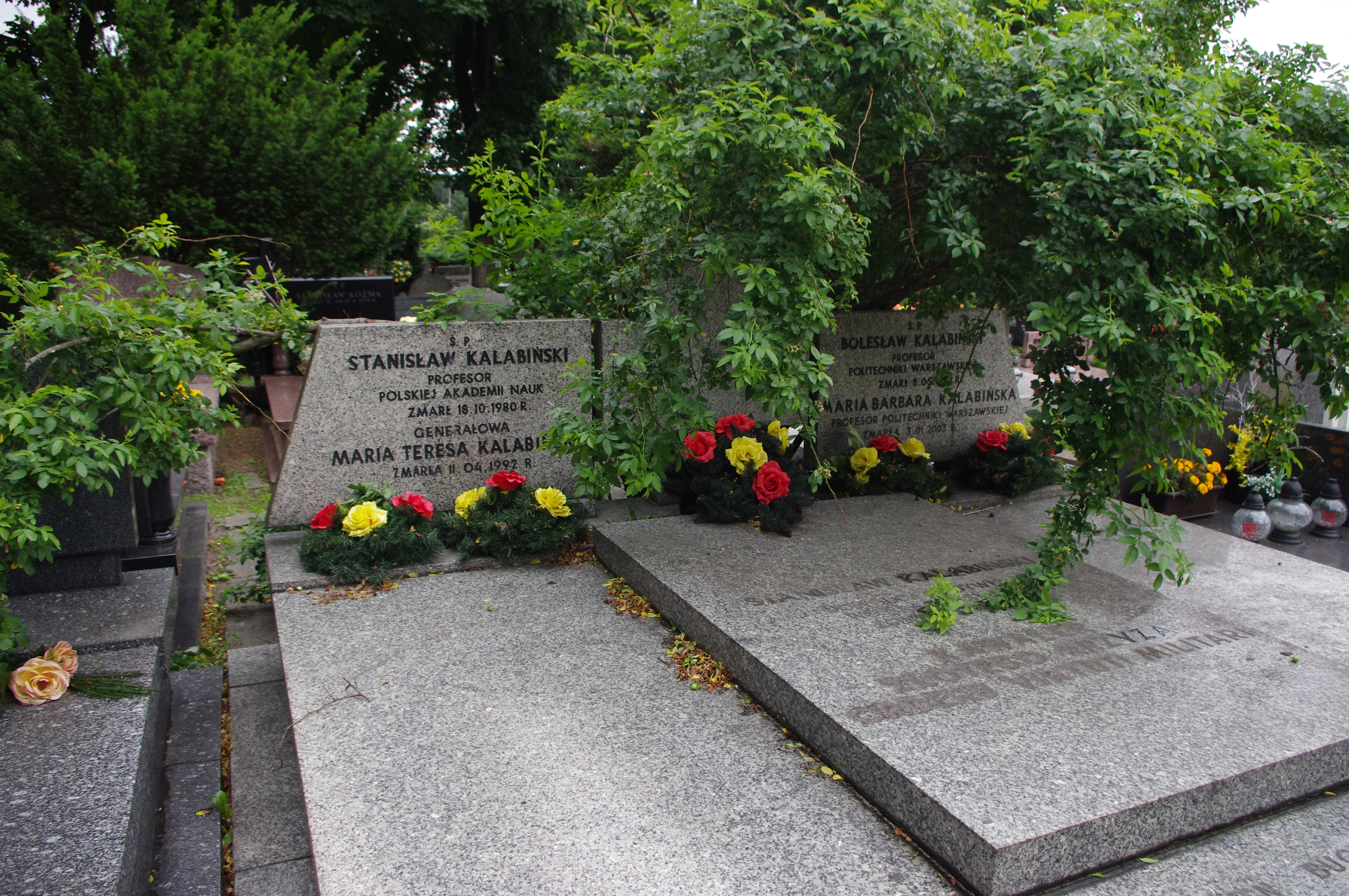
Grób prof. Marii Kalabińskiej (żona prof. Bolesława Kalabińskiego), płk. Stanisława Kalabińskiego i jego synów prof. Stanisława Kalabińskiego jr. i prof. Bolesława Kalabińskiego na Cmentarzu Wojskowym na Powązkach w Warszawie

## Wybrane publikacje
- Historia powszechna: czasy nowożytne 1640-1870. Wybór tekstów źródłowych, cz. 1-4, pod red. Bronisława Krauzego, współred. Jan Kancewicz, Stanisław Kalabiński, Henryk J. Mościcki, Warszawa: Państwowe Zakłady Wydawnictw Szkolnych 1951-1955.
- Antynarodowa polityka endecji w rewolucji 1905-1907, Warszawa: Państwowe Wydawnictwo Naukowe 1955.
- (współautor: Feliks Tych), Masy chłopskie Królestwa Polskiego w rewolucji 1905-1907 r., Warszawa: Instytut Historii PAN 1955.
- Carat i klasy posiadające w walce z rewolucją 1905-1907 w Królestwie Polskim: materiały archiwalne, zebrał i oprac. Stanisław Kalabiński, Warszawa: Państwowe Wydawnictwo Naukowe 1956.
- (współautor: Feliks Tych), Chłopi polscy w rewolucji 1905 r., Warszawa: Towarzystwo Wiedzy Powszechnej. Sekcja Historii 1956 (wyd. 2 - 1957).
- (współautor: Feliks Tych), Materiały do instrukcji wydawniczej dla źródeł do dziejów najnowszych Polski, Warszawa: Zakład Historii Partii przy KC PZPR 1958.
- Walki chłopów Królestwa Polskiego w rewolucji 1905-1907, t. 1: Styczeń-wrzesień 1905, zebrali i oprac. Stanisław Kalabiński, Feliks Tych, Warszawa: Państwowe Wydawnictwo Naukowe 1958.
- Walki chłopów Królestwa Polskiego w rewolucji 1905-1907, t. 2: Październik 1905 - styczeń 1906, zebr. i oprac. Stanisław Kalabiński, Feliks Tych, Warszawa: Państwowe Wydawnictwa Naukowe 1960.
- Walki chłopów Królestwa Polskiego w rewolucji 1905-1907, t. 3: Luty 1906 - czerwiec 1907, zebrali i oprac. Stanisław Kalabiński, Feliks Tych, Warszawa: Państwowe Wydawnictwo Naukowe 1961.
- Walki chłopów Królestwa Polskiego w rewolucji 1905-1907, t. 4: Indeksy, zebrali i oprac. Stanisław Kalabiński, Feliks Tych, Warszawa: Państwowe Wydawnictwo Naukowe 1961.
- (współautor: Feliks Tych), La révolution des années 1905-1907 dans le Royaume de Pologne, Milano: Fetrinelli 1962.
- (współautor: Feliks Tych), Czwarte powstanie czy pierwsza rewolucja: lata 1905-1907 na ziemiach polskich, Warszawa: "Wiedza Powszechna" 1969 (wyd. 2 - 1976).
- Warszawa popowstaniowa 1864-1918, z. 1-2, red. nauk. Stanisław Kalabiński, Ryszard Kołodziejczyk, Warszawa: Państwowe Wydawnictwo Naukowe 1968-1969.
- Polska klasa robotnicza: studia historyczne. 2, Warszawa: Państwowe Wydawnictwo Naukowe 1971.
- Źródła do dziejów klasy robotniczej na ziemiach polskich, t. 3: Królestwo Polskie i Białostocczyzna 1901-1914, cz. 2: 1905, wyd. Stanisław Kalabiński, red. Natalia Gąsiorowska-Grabowska, Warszawa: Państ. Wydaw. Naukowe 1971.
- Wspomnienia działaczy związkowych 1906-1949, kom. red. Stanisław Kalabiński, Warszawa: Wydawnictwo Związkowe CRZZ 1971.
- Ruch zawodowy w Polsce: zarys dziejów, t. 1: 1869-1918, red. Stanisław Kalabiński, Warszawa: Inst. Wydaw. Związków Zawodowych 1974.
- Polska klasa robotnicza zarys dziejów, t. 1 cz. 1: Od przełomu XVIII i XIX w. do 1870 r., red. S. Kalabiński, Warszawa: Państwowe Wydawnictwo Naukowe 1974.
- 1905: katalog wystawy, Muzeum X Pawilonu Cytadeli Warszawskiej, Warszawa: Krajowa Agencja Wydawnicza RSW "Prasa-Książka-Ruch" 1975.
- Polska klasa robotnicza: zarys dziejów, t. 1, cz. 2: Lata 1870-1918 Królestwo Polskie, Białostocczyzna, robotnicy polscy w Cesarstwie Rosyjskim, pod red. Stanisława Kalabińskiego, Warszawa: Państwowe Wydawnictwo Naukowe 1978.
- Polska klasa robotnicza: zarys dziejów, t. 1, cz. 3: Lata 1870-1918 Śląsk, Wielkopolska i Pomorze, Galicja, Śląsk Cieszyński, polska emigracja zarobkowa w Niemczech, kultura i obyczaje robotników, pod red. Stanisława Kalabińskiego, Warszawa: Państwowe Wydawnictwo Naukowe 1978.
- Metody i wyniki: z warsztatu historyka dziejów społeczeństwa polskiego, pod red. Stanisława Kalabińskiego, przy współudziale Joanny Hensel i Ireny Rychlikowej, Warszawa: PWN 1980.
- Ruch zawodowy w Polsce: zarys dziejów, t. 2: 1918-1944, cz. 1: do 1929, red. Stanisław Kalabiński, Warszawa: Inst. Wydaw. Związków Zawodowych 1980.
- Ruch zawodowy w Polsce: zarys dziejów, t. 2: 1918-1944, Cz. 2: 1929-1944, red. Stanisław Kalabiński, Warszawa: Instytut Wydawniczy Związków Zawodowych 1981.
- Pierwszy okres przemysłu i klasy robotniczej Białostocczyzny 1807-1870, słowo wstępne Elżbieta Kaczyńska, Warszawa: PWN 1986.
- Walki chłopów w byłej Guberni Siedleckiej w latach rewolucji 1905-1907, wyd. 2, Łódź: Wydawnioctwo Łódzkie 1985.